# منتخب المجر لهوكي الجليد للناشئين
منتخب المجر لهوكي الجليد للناشئين هو ممثل المجر الرسمي في المنافسات الدولية في هوكي الجليد للناشئين
.